# 木兰从军 (1928年电影)
《木兰从军》（英語：Mulan Joins the Army）是中国民初時期无声电影，导演和编剧是侯曜，主演李旦旦、梁梦痕、林楚楚、邢少梅。该片是史上第一部有關花木蘭故事的電影，
據信已经失传。

## 剧情
该片讲述北魏时期花木兰替父从军的故事。

## 演出
- 李旦旦 出演 花木兰
- 林楚楚
- 邢少梅
- 梁梦痕 出演 花木蕙
- 理化民 出演 贺虎
- 辛夷 出演 尤雄
- 糜中 出演 马诚
- 彭海明 出演 陈茂